# Trebinje
Trebinje je grad u Istočnoj Hercegovini, u Bosni i Hercegovini.

## Zemljopis
Grad Trebinje se nalazi na krajnjem jugu Bosne i Hercegovine, u Hercegovini. Kroz Trebinje protječe rijeka ponornica Trebišnjica, čija je ukupna dužina 96,5 km. Nalazi se u Trebinjskom polju, podno planine Leotara, na 273 metra nadmorske visine.

## Klima
Klima je mediteranska. 260 dana u godini je sunčano, relativna vlažnost i oblačnost je mala. Vegetacija je mediteranska: šipak, smokva, maslina, vinova loza i ljekovito bilje.

## Stanovništvo
U Trebinju su Hrvati 1895. godine činili oko 38 % stanovništva, a 1948. godine oko 8 %.

### Popisi 1971. – 1991.
| Stanovništvo općine Trebinje |                  |                  |                  |
| godina popisa                | 1991.            | 1981.            | 1971.            |
| Srbi                         | 21.349 (68,87 %) | 18.123 (59,67 %) | 19.362 (66,71 %) |
| Bošnjaci                     | 5571 (17,97 %)   | 4405 (14,50 %)   | 4846 (16,69 %)   |
| Hrvati                       | 1246 (4,01 %)    | 2309 (7,60 %)    | 3350 (11,54 %)   |
| Jugoslaveni                  | 1642 (5,29 %)    | 4154 (13,67 %)   | 424 (1,46 %)     |
| ostali i nepoznato           | 1188 (3,83 %)    | 1381 (4,54 %)    | 1042 (3,59 %)    |
| ukupno                       | 30.996           | 30.372           | 29.024           |

#### Trebinje (naseljeno mjesto), nacionalni sastav
| Trebinje           |                  |                |                |
| godina popisa      | 1991.            | 1981.          | 1971.          |
| Srbi               | 14.915 (68,19 %) | 9489 (54,94 %) | 1788 (50,65 %) |
| Bošnjaci           | 4228 (19,33 %)   | 3039 (17,59 %) | 1211 (34,30 %) |
| Hrvati             | 347 (1,58 %)     | 412 (2,38 %)   | 208 (5,89 %)   |
| Jugoslaveni        | 1470 (6,72 %)    | 3364 (19,47 %) | 124 (3,51 %)   |
| ostali i nepoznato | 910 (4,16 %)     | 967 (5,59 %)   | 199 (5,63 %)   |
| ukupno             | 21.870           | 17.271         | 3530           |

### Popis 2013.
| Stanovništvo grada Trebinja |                  |
| godina popisa               | 2013.            |
| Srbi                        | 27.287 (93,46 %) |
| Bošnjaci                    | 995 (3,41 %)     |
| Hrvati                      | 295 (1,01 %)     |
| ostali i nepoznato          | 621 (2,13 %)     |
| ukupno                      | 29.198           |

| Trebinje – naseljeno mjesto |                  |
| godina popisa               | 2013.            |
| Srbi                        | 22.344 (94,00 %) |
| Bošnjaci                    | 676 (2,84 %)     |
| Hrvati                      | 201 (0,85 %)     |
| ostali i nepoznato          | 569 (2,31 %)     |
| ukupno                      | 23.770           |

## Naseljena mjesta
Grad Trebinje sačinjavaju sljedeća naseljena mjesta:
Aranđelovo,
Arbanaška,
Arslanagića Most,
Baonine, 
Begović Kula,
Bihovo,
Bijelač,
Bijograd, 
Bioci, 
Bodiroge,
Bogojević Selo,
Borilovići,
Brani Do,
Brova,
Budoši,
Bugovina,
Cerovac,
Cicina,
Čvarići,
Desin Selo,
Diklići,
Do,
Dobromani,
Dodanovići,
Dolovi,
Domaševo,
Donja Kočela,
Donje Čičevo,
Donje Grančarevo,
Donje Vrbno,
Donji Orahovac,
Dračevo,
Dražin Do,
Drijenjani,
Dubljani,
Dubočani,
Duži,
Đedići,
Glavinići,
Gojšina,
Gola Glavica,
Gomiljani,
Gornja Kočela,
Gornje Čičevo,
Gornje Grančarevo,
Gornje Vrbno,
Gornji Orahovac,
Grab,
Grbeši,
Grbići,
Grkavci,
Grmljani,
Hum,
Janjač,
Jasen,
Jasenica Lug,
Jazina,
Jušići,
Klikovići,
Klobuk,
Konjsko,
Korlati,
Kotezi,
Kovačina,
Kraj,
Krajkovići,
Kremeni Do,
Krnjevići, 
Kučići, 
Kunja Glavica, 
Lapja, 
Lastva, 
Lokvice, 
Lomači, 
Lug, 
Lušnica,
Ljekova, 
Ljubovo,
Marić Međine,
Mesari,
Mionići,
Morče,
Mosko, 
Mrkonjići, 
Mrnjići, 
Necvijeće, 
Nikontovići, 
Ograde, 
Orašje Popovo, 
Orašje Površ, 
Orašje Zubci, 
Parojska Njiva, 
Petrovići, 
Pijavice, 
Podosoje, 
Podstrašivica, 
Podštirovnik, 
Podvori, 
Poljice Čičevo, 
Poljice Popovo, 
Prhinje, 
Pridvorci, 
Rapti Bobani, 
Rapti Zupci, 
Rasovac, 
Sedlari, 
Skočigrm, 
Slivnica Površ, 
Staro Slano, 
Strujići, 
Šarani, 
Šćenica Ljubomir, 
Taleža, 
Todorići, 
Trebijovi, 
Trebinje, 
Tuli, 
Tulje, 
Turani, 
Turica,
Turmenti, 
Tvrdoš, 
Ubla, 
Ugarci,
Ukšići,
Uvjeća,
Veličani, 
Velja Gora, 
Vladušići, 
Vlasače,
Vlaška,
Volujac,
Vrpolje Ljubomir,
Vrpolje Zagora,
Vučija,
Zagora,
Zgonjevo, 
Žakovo,
Ždrijelovići, 
Željevo i 
Župa.
Poslije potpisivanja Daytonskog mirovnog sporazuma, najveći dio tadašnje općine Trebinje, s Trebinjem ušao je u sastav Republike Srpske. U sastav Federacije BIH ušla su sljedeća naseljena mjesta:
Baljivac, 
Baonine, 
Belenići, 
Bobovišta, 
Cerovac, 
Cicrina, 
Čavaš, 
Čopice, 
Čvaljina, 
Diklići, 
Dvrsnica, 
Glavska, 
Gola Glavica,
Golubinac, 
Gorogaše, 
Grebci,
Grmljani, 
Ivanica, 
Kalađurđevići, 
Kijev Do, 
Klikovići, 
Kotezi, 
Krajkovići, 
Kutina, 
Lušnica, 
Mrnjići, 
Nenovići, 
Nevada, 
Orah, 
Orahov Do, 
Orašje Popovo, 
Poljice Čičevo, 
Prosjek, 
Rapti Bobani, 
Ravno, 
Rupni Do, 
Sedlari, 
Slavogostići, 
Slivnica Bobani, 
Slivnica Površ, 
Sparožići, 
Strujići, 
Šćenica Bobani, 
Trebimlja, 
Trnčina, 
Uskoplje, 
Veličani, 
Velja Međa, 
Vlaka, 
Vukovići, 
Začula, 
Zagradinje, 
Zaplanik, 
Zavala. Od ovog područja nastala je općina Ravno.
Na popisu 1971. godine, postojala su i naseljena mjesta: Gorica, Hrupjela, Mostaći, Podglivlje, Police i Zasad. Ova naselja su na popisu 1981. godine ukinuta i pripojena drugim naseljenim mjestima.

## Povijest

### Prapovijest
Najnovija arheološka istraživanja obavljena tokom 1997. i 1998. godine, potvrdila su činjenicu o kontinuiranom životu ljudi na ovim prostorima od paleolita do danas. Prapovijesnih objekata (tumulusi i gradine) je na tisuće i do sada je ispitano samo oko 1 %. U blizini Bileće je pronadena ilirska grobnica s vrlo neobičnim načinom sahranjivanja – Kacanjska grobnica s vrlo vrijednim predmetima od kojih su neki uvezeni iz Grčke. To govori o tome da prastanovnici Kacnja nisu bili egzotični pustinjaci, već ljudi s intenzivnim komunikacijama na širokom prostoru.
U dijelu Trebinja iznad naselja Police nalaze se ostatci poredanog kamena u pravilno raspoređenim crtama za koje se vheruje da imaju značenje povezano s astronomijom. Smješten je u gornjem dijelu brda Crkvine, desno od puta za kompleks Hercegovačke Gračanice, a istočno od odvojka staze prema austro-ugarskoj utvrdi Straču. Čine ga vidljivi kameni zidovi, od kojih je šest lako vidljivih, sedmi je dosta razgrađen, a možda postoji i osmi. Zidovi su usporedni, ravni i od naslaganog grubog kamena. Na krajevima petog zida su dvije velike gomile, što naslućuje da bi mogle biti izvorni dio objekta, ili da su građene naknadno razgradnjom ovog zida. To bi značilo da su zidovi kronološki stariji od gomila. Za gomile se znade da su iz predrimskog vremena (1300. – 500. pr. Kr.).

### Stari vijek
U 7. st. pr. Kr. doseljavaju se Grci. Rimljani u trebinjski kraj dolaze u 3. st. pr. Kr.

### Srednji vijek
Slaveni u ove krajeve dolaze u 6. stoljeću. Jedna od najstarijih teritorijalno-političkih jedinica formiranih po dolasku Slavena na Balkan bila je sklavinija Crvene Hrvatske Travunja (originalan zapis Tribunia), koja se prostirala: na jugu do Dubrovnika, na sjeverozapadu preko Veličana do Gacka i Pive, i na jugoistoku do Risna. U ovom području nalazilo se pet gradova medju kojima i Trebinje. Ne zna se sa sigurnošću kakav je bio karakter ovih gradova, ali se zna da su to bili vojni centri, a prije svega utvrđena mjesta. Centar ovih gradova bio je Trebinje, po čemu se i ovo područje naziva. 
Grad Trebinje, čije ime korelira s imenom Travunje prvi se put spominje sredinom 10. stoljeća, kao dio te sklavinije. 
U drugoj polovici 10. stoljeća za pontifikata pape Grgura V. (996. – 999.) Trebinje se spominje kao biskupija. U prvih dvjesta pedeset godina (oko 1000. – 1250.) sjedište je biskupije bilo u gradu Trebinju. Nakon što je bugarski car Simeon Veliki zbacio s vlasti Zaharija Pribislavljevića, vladar Travunje Mihajlo Višević se okrenuo savezu s kraljem Hrvatske Tomislavom. Poslij njegove smrti Travunija je opet bila dio Časlavove Raške. Nakon Travunije Trebinjem vlada Duklja, čiju su vlast smijenili za svog uspona srpski vladari Nemanjići koji vladaju ovdje do kraja dinastije, a prvi ju je zauzeo 1168. godine Stefan Nemanja. U 13. stoljeću je na temeljima crkve iz 4. stoljeća podignut manastir Tvrdoš. Katedrala je bila posvećena sv. Mihovilu, Arkanđelu, zaštitniku biskupije. S prodorom Mongola (1240. – 1242.) ovaj je kraj opustošen i porušen. Nakon što je raški kralj Uroš I. (1242. – 1276.) iz Trebinja protjerao biskupa Slavija, 1252. godine, biskup je trebinjski 1284. godine primio u posjed od dubrovačke plemićke obitelji Theophilis tri otočića na području Dubrovnika:
Slabljenjem srpske države nakon bitke na Marici 1371. godine, priliku koriste velikaši Vojinovići iz Huma. Godine 1378. dijelom je bosanske države kralja Tvrtka I. Gospodari u bosanskoj državi bili su Pavlovići pa Kosače od 1438. do 1466. godine. Prežitci su ikavski toponimi (Biograd i sl.).

### Osmansko Carstvo
Pod osmanskom vlašću došlo je najkasnije 1467. godine. Imalo je ulogu sjedišta nahije unutar Bosanskog pa Hercegovačkoga sandžaka. 1574. godine je preko Trebišnjice Mehmed-paša Sokolović dao podići napoznatiji trebinjski most, Perovića-Arslanagića most. Sjedištem je kapetanije od 1664. godine. Privremeno su Trebinjem oslobodili Mlečani 1694. do 1699. godine, nakon čega je opet pod Turcima. Radi zaštite od budućih mletačkih napada Osmanlije daju podići jaku utvrdu početkom 18. stoljeća. Početkom 18. stoljeća nastao je stari grad – Kastel na obali Trebišnjice, dok je današnji stari grad nastao na mjestu nekadašnjeg trgovačko-obrtničkog središta. Ime Trebinje u sadašnjem obliku se spominje tek 1711. Nasljedni kapetani kapetanije su Resulbegovići od 1712. do 1835. godine.

### Austro-Ugarska
Godine 1878. Austro-Ugarska oslobađa Trebinje od višestoljetne osmanske vladavine. U 40 godina austro-ugarske vladavine bilo je sjedištem okruga. Od 1880. do 1884. godine građena je katolička katedrala Rođenja BDM. Na temeljima rimskog, srednjovjekovnog i turskog grada, u Starom gradu, Austro-Ugarska je koncem 19. i početkom 20. stoljeća podignula vojarnu. U njoj je danas Muzej Hercegovine. Početkom 20. stoljeća u središtu grada je sagrađena pravoslavna crkva sv. Preobraženja.
S Austro-Ugarskom došla je zapadna kultura i način živote te novi načini suvremenog ratovanja i obrane granica. Među novinama bila je gradnja pojasnih utvrda. To je bio obrambeni prsten koji je činilo od više samostalnih utvrda i međupoložaja (tzv. intervala) oko većega naseljenog mjesta. Osobito je Monarhija pazila na obranu i utvrđivanje istočnih granica. Najugroženija je bila u Hercegovini, zbog čega je ovdje 90 posto utvrda koje su izgrađene u BiH izgrađene baš na njenom području. Prva fortivicirana crta bila je na području Trebinja i Bileće te Avtovac kao zaprečna oblast. Trebinje i još neki gradovi imali su status pojasnih utvrda. Austro-Ugarska je zato izgradila brojne utvrde u Trebinju i okolici grada: vojarne Albrechtova i Police, stražarske zgrade (Wachhaus), oklopljene utvrde (Panzerwerk), blockhausi, Sjeverni i Južni logor Crkvina, Strač, Kličanj... Srpska vojska ušla je u grad 11. studenoga 1918. godine. Pjesnik i diplomat Jovan Dučić (tada jugoslavenski "poslanik" u Rimu) je u središtu Trebinja o svom trošku podigao koncem svibnja 1934. godine spomenik pjesniku, crnogorskom vladici i poglavaru Petru Petroviću Njegošu. Svako brdo u okolici imalo je po tvrđavu s koje se u slučaju napada mogao upozoriti grad i adekvatno odgovoriti na napad. Zbog toga je Trebinje bilo jedan od najzaštićenijih gradova u Austro-Ugarskoj.
1914. godine poslije velikosrpskog terorističkog akta, tj. atentata na prijestolonasljednika Franju Ferdinanda u Sarajevu, uslijedila je odmazda prema Srbima. Po Trebinju su svi slojevi društva hodala gradom noseći flor i umotanu sliku ubijenog prijestolonasljednika. Drugi su demolirali i opljačkali sve srpske radnje. Zahvaljujući molbama trebinjskog prote Stevana Pravice kod austrijske vlasti, spašen Saborni hram Svetog Preobraženja Gospodnjeg planiranog demoliranja. U Prvome svjetskom ratu obješeno je i na druge načine ubijeno oko 80 trebinjskih Srba i Srpkinja - civila. Razlog je što su ih inovjerski susjedi optužili da su protivnici K.u K. monarhije. Srbi su stalno poricali svoju krivnju, premda je bila snažna teroristička mreža Kraljevine Srbije, ali nije isključeno da su ljudi prokazani iz sebičnih interesa. Listopada 1918. srpska je vojska ušla u Trebinje, a svjedoci i optužitelji Srba nisu sankcionirani. Mnogi od njih su preko posrednika pokušavali potkupiti novu vlast da bi si spasili život i imovinu.

### Kraljevina Jugoslavija
Ubrzo su u Trebinje stigli komiti Jovana Vlahovića s Rovčanima, Petra Baćovića s Banjanima i Nikole Vučurevića sa Zubčanima, radi kažnjavanja šuckora za ratna djela počinjena nad Srbima u Trebinju. Šuckorima su živote i imovinu spasili Petar Jovović s Narodnim vijećem i naoružanom Narodnom gardom (sastavljena od Srba, Hrvata i muslimana) koji su se suprotstavili komitima. Komite je trebinjski proto odveo u Saborni hram u Trebinju i zakleo ih s oltara da ništa nažao ne učine nijednom muslimanu i Hrvatu (bivšim šuckorima) u ime "budućeg zajedničkog života u novostvorenoj državi kraljevini SHS".
Poslije 1922. u Kraljevini SHS odnosno Jugoslaviji dio je Mostarske oblasti sve do nametanja diktature 1929. godine, kad je pripao Zetskoj banovini sve do pada Jugoslavije i uspostave NDH 1941. godine. Kolovoza 1925. godine osnovan je nogometni klub Leotar.

### Drugi svjetski rat
U Drugome svjetskom ratu je u NDH u Velikoj župi Dubravi u kojoj je sjedištem kotarske oblasti. U kotarskoj oblasti NDH bile su općine Brda, Lastva, Primorje, Šuma, Zahumlje, Zupci, Dživar i grad Trebinje. NDH je proglašena 10. travnja. 
17. travnja Dijelovi talijanske 9. armije ušli su u Trebinje. Vlast NDH je u ovom dijelu istočne Hercegovine uspostavljena 18. svibnja. 22. svibnja ustaše službeno preuzimaju vlast u Hercegovini. Domobranske snage stigle su 24. svibnja. Činio ih je 14. domobranski puk (7. i 8. bataljun i Trebinjski bataljun). Glavni zapovjednik bio je potpukovnik Muhamed Aganović. Stožer, pristožerne postrojbe i posadni bataljun bili su smješteni u gradu, a ostatak raspoređen na graničnim mjestima prema Crnoj Gori. 28. svibnja 1941. iz Zagreba u Trebinje je stigao Borivoje Rotkvić, sin zagrebačkog profesora Rotkvića iz Vinogradske ceste, prijeratni pripadnik organizacije Matija Gubec (u Jugoslaviji kvalificiranoj kao teroristička) sa skupinom studenata Zagrebačkog sveučilišta. Sebe su nazvali zaštitni lovci. Zadaća im je bila izvrše pripreme za organiziranje vlasti NDH. S terena su od članova i simpatizera ustaškog pokreta dobili podatke. Po dolasku su zapovijedili da se uklone ćirilični natpisi s radnja i javnih mjesta, na spomenicima Njegošu i Herojima za slobodu. Mjera je odmah sprovedena. U lipnju je ova skupina ustaša imala apsolutnu vlast u gradu. Ustaški povjerenik za istočnu Hercegovinu bio je Alija Šunjak. Predratni apsolutni gospodari u tvorevini velikosrpskih hegemonista našli su se odjednom u podređenom položaju. Ustaška organizacija oformila je svoju organizaciju, ustaški logor. Logornik je postao Muhamed Šarić, zamjenik mu trgovac iz Trebinja Pero Šutić, a za članove logora mjesni katolički župnik don Marijan Vujinović, ljekarnik Jure Srinčić, Salko Resulović, fotograf Juraj Kežić, činovnik Nikola Kisić, a kotarski načelnik postao je Muhamed Tafro. 
Uspostavljena je i organizacija Ustaške mladeži, na čelu koje je bio gimnazijalac Safet Mursel, a pomoćnica bila je Nazifa Resulbegović. 30. svibnja stigao je stožer 14. domobranskog puka. Prve srpske žrtve u Trebinju su ubijene u noći 31. svibnja na 1. lipnja 1941. godine. Premetačina je trajala cijelu noć. Pridošli i domaći ustaše su po već od prije pripremljenim popisima išli po kućama i išli po Srbe iz Trebinja za koje su znali da su pripadali predratnoj četničkoj organizaciji (u kojoj je bilo i nekoliko trebinjskih muslimana). Strijeljali su skupinu četnika iz Trebinja iz okoline jer su se isticali u ratu protiv Hrvata, protivnici općih interesa hrvatskog naroda, bili članovi četničkog društva i Sokola, solunski dobrovoljci, istaknuti u mržnji protiv Hrvata, i za koje se sumnjalo da su spremni u svakom trenutku poduzeti akciju protiv Hrvata. Uzeli su skupinu uglednijih Srba za taoce kao jamstvo da će stanovništvo biti mirno. Iako nije bilo otvorenog iskazivanja negodovanja, ustaški policijsko-obavještajni sustav s pravom je očekivao srpsku oružanu reakciju. Znali su da se sprema oružana akcija pa su NDH i Italija uputili poziv stanovništvu da preda oružje, čemu se stanovništvo slabo odazvalo. Ustaška izvješća govorila su i o odbijenim napadima četnika na Trebinje, što su srpski izvori poslije negirali. Ustaška odmazda nakratko je pacificirala Srbe koji su se zatvorili u svoje domove. Dio ih se sklonio u Herceg Novi i crnogorsko primorje pod zaštitu Italije, a podosta trebinjskih srpskih intelektualaca sklonio se u talijanski protektorat Crnu Goru. Sutradan 2. lipnja po gradu su osvanuli plakati s imenima strijeljanih i razlogom smrtne kazne: bili su četnici koji su pripremali pobunu protiv ustaške vlasti. Polijepljeni su plakati sa zabranama i kaznama. Srbima i Židovima je zabranjeno kretanje od 17 do 6 h. Ustaška vlast je u Trebinju potrajala 111 dana, do lipanjskog četničkog ustanka. U tom razdoblju oštećeno je i uništeno dosta stvari u svezi sa srpskom tradicijom i srpskog predznaka, osobito spomenici i darovi Jovana Dučića. 24. lipnja Četnički ustanici napali su oružničku postaju Lukavac kod Nevesinja čime je izbio masovni ustanak naroda gornje Hercegovine. Za pet dana zauzeli su dijelove nekoliko kotara, uključujući trebinjski.24. lipnja izbio je ustanak pravoslavnog življa na području krila Bileće. 26. lipnja organi NDH izvješćuju da su u posljednje vrijeme na području trebinjskog i susjednih kotara domaće i izbjeglo pravoslavno stanovništvo nekoliko puta izvršilo oružane prijepade na oružničke postaje, ustaške organizacije i hrvatski živalj. Radi suzbijanja tih akcija i održavanje sigurnosti na području trebinjskog kotara tu su bile oružnička postaja i 10. pohodni bataljun te se formira Trebinjski posadni bataljun. Rad samog oružništva također ne daje potpune rezultate u pogledu sigurne akcije na otkrivanju, suzbijanju i hvatanju nepoćudnih elemenata, a to iz razloga što je oružništvo malobrojno i što izgleda, da nije bilo u stanju, da u većem stilu s vojskom vrši potpuno čišćenje, često vrlo prostranih i teško pristupačnih djelova područja trebinjskog i susjednih kotareva. Ovo tim više što još ni granica prema Crnoj Gori nije bila točno utvrđena, potpuno posjednuta i zatvorena. Zbog svega toga opažen je izvjestan strah i nesigurnost kod hrvatskog življa, od eventualnih akcija pravoslavnog stanovništva, koje je ostalo u mjestima prebivanja i koje je izbjeglo u šume i planine. Sela su gotovo prazna. Utvrđeno je da je u tim kotarevima ima mnogo općina, u kojima je živalj pretežno pravoslavni, da većina muškaraca od 16—50 godina ako nisu u zarobljeništvu, a odmah poslije sloma bivše Jugoslavije, domognuvši se oružja i streljiva, izbjegli su u šume i planine, i izgleda da se pod vodstvom istaknutih osoba pravoslavnih Srba prikupljaju i organiziraju za razne demonstrativne i nasilničke akcije bilo na vojničke posade, oružničke posade ili stanovništvo Hrvate. Zapovjednik predlaže da se formiraju krstareći odjeli, od naročito zato izabranih i usposobljenih domobranaca, vičnih planinskom zemljištu, koji bi u suradnji s oružništvom, vršili krstarenja, čišćenja i hvatanje nepoćudnih elemenata u točno utvrđenim i dodijeljenim područjima. Predlaže da se sve uhićene nepoćudne osobe, pravoslavni Srbi, odmah uklanjaju s područja navedenih kotareva i otpremaju u zarobljeničke logore u udaljenim mjestima, radi daljeg postupka s njima.
30. lipnja proglašen je prijeki sud za cijeli pobunjeni kraj Hercegovine. Stanovništvo je pozvano da položi oružje. Istog je dana vojno zapovjedništvo preuzeo g. Laxa, sa sjedištem u Mostaru. Pobunjenicima je dan rok do 2. srpnja u 16 sati. Istodobno se pregovaralo s njima radi predaje, ali bez uspjeha. Pobunjenici su se novačili iz žiteljstva pobunjenih krajeva i pojačano srpskim elementom, izjurenim iz Makedonije od Bugara i otpuštenih oružnika, te raznih drugih elemenata. Narednih mjeseci Trebinje je bilo obasuto muslimanskim izbjeglicama koje su bježale su ispred talijanskih, partizanskih i četničkih snaga. 2. kolovoza ustaško-domobranske snage su iz Trebinja krenule u progon na Vidušu, potiskukjući dijelove Viduškog odreda narodne vojske, te sutradan izbili na Zmijinac. 29. kolovoza bataljun divizije Cacciatori delle Alpi s pravca Vilusa i motorizirani dijelovi divizije Marche iz Trebinja deblokirali domobranski garnizon u Bileći, čime je počela talijanska reokupacija tzv. Druge zone. 2. rujna Motorizirana kolona divizije Marche napadom iz Trebinja potisnula Lastvansku gerilsku četu i zauzela Lastvu, koju je četa zauzela 31. kolovoza. 7. rujna nakon višednevnih napada, ustanici su se povukli pred nastupanjem talijanskih kolona iz Trebinja. Listopada je formiran kotarski odbor (sreski komitet) SKOJ-a za Trebinje, a na sreskoj konferenciji KPJ za Trebinje u Desin-Selu, izabran je sreski komitet za Trebinje. Dok je bio Abdulah Čamo bio logornik u Trebinju, početkom listopada 1941. Ministarstvo narodne prosvjete NDH imenovalo je Mustafu Mehića za državnog vjeroučitelja u Trebinju. Čamo i Mehić su skrbili o muslimanskim izbjeglicama koje su se slile tih mjeseci u grad.
6. studenoga partizanskim zauzimanjem hidrocentrale na Trebišnjici promet na pruzi Trebinje – Bileća obustavljen na 10 mjeseci. 30. studenoga – 1. prosinca Trebinjski bataljun Hercegovačkog NOP odreda pokidao sve tt. veze Trebinja s okolnim garnizonima. Prosinca je izabran na sastanku sekretara općina u Zupcima, formiran (privremeni, inicijativni) SNO odbor za Trebinje. 19. prosinca željezničke postaje Jasenicu-Lug, Dikliće i Poljice zauzela dva bataljuna Hercegovačkog NOP odreda, i do 22. prosinca i Uskoplje, Glavsku i Grmljane. Posljedica je da je obustavljen promet na prugama Dubrovnik-Trebinje, Uskoplje-Zelenika i Hum-Gabela. 22. prosinca nakon jednotjednih intenzivnih borbi dijelovi divizije Marche i domobranskog 14. pješačkog puka iz Trebinja probili su se u opkoljeni garnizon Bileću.
9. veljače 1942. glavnina talijanske divizije Marche napala je iz Trebinja radi deblokiranja garnizona u Bileći. 
10. travnja dva bataljona južnohercegovačkog NOP odreda demonstrativno napali talijansko-domobranska uporišta vanjske obrane Trebinja, a u borbama je poginuo zapovjednik bataljuna Luka Vukalović Manojlo Majo Benderać, narodni heroj. 24. travnja talijansko-četničke snage iz Nikšića, uz potporu 12 tenkova, pokušale su prodrijeti ka Trebinju, ali su zaustavljene po partizanima već blizu Nikšića. 26. svibnja četnički Bilećki i Trebinjski odred, uz potporu dijelova talijanske divizije Marche napadom iz Trebinja ovladali Lastvom, a do 31. svibnja ovladali i dijelom partizanskog teritorija Bileće i Trebinja, pri čemu su se dijelovi partizanskog Južnohercegovačkog odreda uglavnom raspali. U borbama protiv četnika poginuo je zapovjednik 8. hercegovačkog udarnog bataljona narodni heroj Vlado Vučinić. 31. svibnja Dijelovi divizije Messina i Marche i četnički Trebinjski odred koncentrično napali dijelove partizanskog Južnohercegovačkog odreda te su do 2. lipnja ovladali partizankim teritorijem u trokutu Trebinje-Dubrovnik-Herceg-Novi. Rujna SK KPJ za Trebinje uputio proglas narodu: "zbrojivši tromjesečne rezultate četničke vlasti u istočnoj Hercegovini, koja je na stotine narodnih boraca predala okupatoru i preko 50 ubila, osuđuje vjersku i nacionalnu netrpeljivost koju četnici stvaraju i poziva narod na otpor i jedinstvo."

### Druga Jugoslavija
U socijalističkoj Jugoslaviji, grad je u okviru SR BiH. 
Odmah po završetku drugog svjetskog rata osnovano je poduzeće Neimarstvo koje je po gradu sagradilo neke od najreprezentativnijih objekata. Godine 1952. osnovan je Muzej Hercegovine, a 1955. godine osnovana je Industrija alata Trebinje (IAT), u čijem sastavu je bilo šest zasebnih tvornica. U najbolji godinama bila je privredni div i proizvodila je 40 milijuna komada alata koji su se izvozili u 40 zemalja diljem svijeta i zapošljavala 1200 radnika. Bila je jedan od ključnih čimbenika ekonomskog razvoja Trebinja.  Godine 1972. JNA je preselila zapovjedništvo iz stare austro-ugarske vojarne u Gružu u Trebinje. Do rata gospodarstvo su nosili Industrija alata Trebinje (IAT), Novoteks i Neimarstvo, koji su u usponu zapošljavali skoro 5 tisuća radnika i bili primjer uspješnog privrednog kolektiva. U Trebinju su djelovali još i Luč, Autorad, Trebinjeprevoz, Autoprevoz, Metalac, Travunija, Agrokop, Popovo polje. Za gospodarstvo je važnu ulogu imala prometnica Gacko – Foča, koja je bila glavni magistralni put Beograd – Dubrovnik – Herceg Novi kojim su prije rata prolazili brojni turisti.
Pred raspad Jugoslavije i Domovinski rat, Trebinje je logistički centar velikosrpske propagande.[kakav centar propagande? Može li konkretnije?]

### Rat u neovisnoj BiH
U ratu je uporište jugoslavenskih, srpskih i crnogorskih snaga koje su napadale dubrovačko područje 1991. i 1992. godine. U ratu je od početka bio pod kontrolom bosanskih Srba i iz grada je prognano više tisuća Muslimana. Zarobljeni Hrvati i Muslimani bili su zatvoreni u policijsku postaju i zlostavljao ih je zapovjednik policije. Još su gore prošli Hrvati i Muslimani koji su zatvoreni u nekom od četiriju logora u Bileći (prvi – vojarna JNA, drugi – Đački dom u Medakovićima, treći – stara zgrada MUP-a, četvrti – u mjestu Čepelici) ili termoelektrani u Gacku. Predsjednik Skupštine općine Trebinje, predsjednik Srpske autonomne oblasti Hercegovine, predsjednik Kriznog štaba i ratnog štaba općine Trebinje kao i predsjednik Ratnog predsjedništva Trebinja bio je Božidar Vučurević. Djelujući individualno i u suradnji s predsjednikom Republike Srpske Radovanom Karadžićem, planirao, poticao, naredio i na drugi način pomogao u provođenju ideje stvaranja tzv. Velike Srbije na prostoru bivše Jugoslavije, okupacijom i pripajanjem dijelova teritorija Hrvatske i protjerivanjem hrvatskog stanovništva Trebinje je bilo predmetom spekulacija o podjeli BiH između Tuđmana i Miloševića, odnosno Karadžića i Bobana, gdje se govorilo o razmjeni Trebinja i Prevlake za Bosanski Brod, Odžak i Jajce. Ratni gradonačelnik Trebinja Božidar Vučurević rekao je da su Hrvati "jako željeli Trebinje". Hrvatske snage došle su nadomak Trebinja. Kružile su glasine da su hrvatske snage ušle u grad. Čak su i beogradski mediji javljali i pisali o prodoru HOS-ovaca Blaža Kraljevića prema Trebinju. Nakon oslobađanja Mostara, HOS i HV su napravili prodor do Stoca. Dana 6. kolovoza oslobodili su dijelove općine Trebinje, neki su tvrdili da su zauzeli Trebinje čak i gradsku jezgru, drugi pak do blizu grada. Daljnje napredovanje HOS-a nisu odbile srpske snage, nego su dobili zapovijed o povlačenju, što je otvorilo prostor nagađanjima i teorijama urote. Zapovjednik Blaž Kraljević tad je izdao javni proglas u kojem poziva Hrvate i Muslimane, da ne prihvate izdaju Bosne i Hercegovine. Ubijen je tri dana poslije.
Pouzdano je da je u srpnja 1992. započetoj akciji HV-a Operaciji Tigru Hrvatska vojska u samo desetak dana ovladala visovima s kojih je kontrolirala Popovo polje pa je tenkovima krenula i na samo Trebinje. Radilo se dakle, o zauzimanju dijela općine. Ipak, zbog tih glasina i napisa, medijski strah učinio je svoje te su kolovoza 1992. godine trebinjski Srbi su masovno bježali u kolonama automobila ka Nikšiću u Crnoj Gori. Čini se da je priča o prodoru svjesno preuveličana. Čim je vijest stigla, odmah po ponoći trebinjskih Srbi krenuli su prema Nikšiću i ujutro je Nikšić bio preplavljen trebinjskim vozilima koja su zakrčila ulice. Poslije podneva kolone su se počele vraćati u Trebinje. Vučurević je navodno na jutro egzodusa nazvao Karadžića koji je tada bio na pregovorima i rekao mu da „nema srca reći ljudima (Srbima) da napuste Trebinje“. U Trebinju je u to vrijeme bilo oko pet i pol tisuća Muslimana. Siječnja 1993. zapaljeno je svih 14 trebinjskih džamija i izgnani su Muslimani iz Trebinja, koji su većinom prebačeni autobusima u malene Rožaje u Crnu Goru. Dovedeni Muslimani posjedali su po zimi po ulicama i parkovima. Mještani su otvorili svoja vrata pridošlicama i zamolili ih da uđu u njihove domove. Vučurević je poslije tvrdio da su mu crnogorski čelnici Momir Bulatović i Milo Đukanović, rekli da su "„malo uplašeni dolaskom novih komšija (Hrvata) u Trebinje". Nepobitno je da je Božidar Vučurević terorizirao jug Hrvatske strategijom realne prijetnje. Zbog naredbi ovog prijeratnog vozača kamiona desetine nesrpskih obitelji pobijene su i raseljene iz Trebinja. Hrvatski je turizam ovisio o njegovoj dobroj volji, jer svaka je granata značila kraj turističke sezone za tu godinu. Kontrolirao je granatiranja dubrovačkog područja. Smatraju ga sukrivcem za bombardiranje dubrovačke stare gradske jezgre. U svim intervjuima tvrdio je da je nevin i da je za sve kriva JNA, a sve zaraćene strane u BiH nazivao je Srbima. Zbog toga je izjavljivao da je on hrvatski ministar turizma te da će srušiti Dubrovnik da bi sagradio još ljepši i stariji grad.

### Poslijeratna BiH
Vučurevićeva ratna uloga nije zaboravljena te je mnogo godina poslije rata za Vučurevićem raspisana međunarodna tjeralica nakon što je dubrovačko Županijsko državno odvjetništvo u listopadu 2008. podiglo optužnicu za ratni zločin protiv civilnog stanovništva i uništavanja kulturnih i povijesnih spomenika od 1991. do 1995. godine, kao i za granatiranje povijesnog središta Dubrovnika. Sumnjiči ga se za ubojstvo najmanje 17 ljudi i zlostavljanje 86 te progon više od 5500 Bošnjaka, razaranje vjerskih objekata i prisilnu mobilizaciju. Njegove su snage 23 muslimanska objekta u istočnoj Hercegovini. Zbog ratnih zločina istraživala ga je i država BiH, ali svibnja 2013. godine, Tužiteljstvo BiH obustavilo je zbog "nedostatka dokaza" obustavilo istragu protiv Vučurevića koji je bio osumnjičen za zločine protiv čovječnosti u dijelu koji se odnosi na progon Bošnjaka od 1992. do 1995. godine u Trebinju. Haaški Tribunal je zatvorio oči pred očitim. Vučurević je na uhićenju to sve nazvao "dubrovačkim lažima". Uhićen je 5. travnja 2011. na prijelazu Karakaj. Trebinjska katedrala nije pretrpjela razaranja, a Vučurević je to objašnjavao time što nije srušena ni srpska pravoslavna crkva u Dubrovniku.
Od pada komunizma, a osobito zbog rata i privatizacije propadalo je gospodarstvo Trebinja.
2000. izmjerena je najniža temperatura u Trebinju ikad: -8,4 Celzijeva stupnja. Početka 2007. godine u procesu privatizacije IAT, nositelj gospodarskog razvitka Trebinja prodana je srbijanskom biznismenu Rodoljubu Draškoviću. Tijekom 2009. građevinsko poduzeće Neimarstvo još je izgledalo dobro. Gradili su u Trebinju poslovno-stambeni objekt Agrokop i potpisali su ugovor o poslovima u Libiji vrijedan 150 milijna KM. No, radovi su iznenada prestali i radnici su ostali bez posla i plaća. Na proljeće 2010. u IAT-u je pokrenuta proizvodnja keksa i vafla u kojoj je radilo stotinjak radnika za minimalnu plaću. Novi pogon za proizvodnju keksa i vafla otvorili su Rodoljub Drašković i premijer R. Srpske Milorad Dodik. Novoteks je kupilo neko talijansko poduzeće koje ga je potpuno uništilo i povuklo se iz posla, a radnice ostavilo bez plaća i doprinosa.
Već 2010. grad je bio sasvim uništena gospodarstva. Bio je na vodećem mjestu na zemljovidu kriminala koji je cvjetao. Svakodnevna slika bili su dileri, kradljivci automobila, ubojice, spaljena policijska vozila, lude jurnjave uskim trebinjskim ulicama, pljačke prodavaonica, podmetnute eksplozivne naprave pod automobile lokalnih poduzetnika ili policajaca, pucnjave po diskotekama i ulicama, a lokalna policija djelovala je nemoćno, uz tek koje uhićenje sitnog dilera radi političkih bodova. Uz klasične zločince, tu je bilo bezakonje u državnoj upravi: korupcija, kupoprodaja radnih mjesta, namještanje tendera. Zbog tih neuvjeta turisti su ga zaobilazili, a mještani napuštali. Nemogućnost života učinila je da su na lokalnim izborima 2008. pobijedile oporbene stranke i vladajuća koalicija pored svih mogućih povlastica, pritisaka i krađa nije pobijedila. No, otimanjem mandata tj. prelaskom vijećnika iz pobjedničkog u suprotni tabor, poražena koalicija postala je pobjednička, dok i preostali oporbenjaci neaktivnošću, povremenim pretrčavanjem u drugu stranku ili nesudjelovanjem na glasovanjima pridonosila je volji vladajuće koalicije. Pored navedenog pojedinci su u odlučivali ime cijelih komisija.
Godine 2011. pokrenut je stečajni postupak u industrijskom divu Novoteksu, koji je imao oko 800 radnika. Dio imovine otkupilo je poduzeće Nikola Tesla iz Banje Luke. 7. lipnja 2018. bivši rukometaš iz Aranđelovca Nebojša Perković pokrenuo je u Trebinju proizvodnju ženskih kaputa u pogonima bivšeg trebinjskog Novoteksa. 10. prosinca 2019. počelo je rušenje Novoteksa, jednog posljednjih devastiranih objekata iz rata u BiH, koji nije saniran. Objekt urušenog i zapuštenog starog Novoteksa trebao bi zamijeniti suvremeni stambeno-poslovni kompleks. Za oporavak trebinjske regije mnogo bi trebala donijeti izgradnja magistralnog puta Foča – Trebinje.
U gradu se redovito obilježava obrana od navodnog napada Hrvatske vojske.
Trebinje je javnosti danas prepoznatljivo po srbijanskoj seriji Ranjeni orao.

## Urbaniziam
Urbani razvitak izrodio je nekoliko urbanih cjelina. Stari grad je iz osmanskih vremena orijentalno građen, središte grada podignuto je za Austro-Ugarske u mediteranskom stilu, a suvremeni dio je s industrijskim i stambenim građevinama.

## Gospodarstvo
Trebinje je do 1992. bio vrlo razvijen grad, čiji su nositelj u drugoj polovici 20. stoljeća bili metalna industrija (Industrija alata Trebinje), konfekcijska proizvodnja (Novoteks), lokalne prehrambene tvrtke (konditorski proizvodi), podrumarstvo, kao i hidroelektrane na Trebišnjici. U okolici je razvijen uzgoj ranog voća i povrća, pčelarstvo i dr.
Za vrijeme rata i poslije njega, dolazi do izolacije ovoga kraja i naglog pada zaposlenosti. Iz grada se seli ili biva protjeran jedan dio nositelja ekonomije. Poslije rata, Trebinje se također nalazilo pod ekonomskim sankcijama zbog podrške ratnim zločincima. Danas je stopa nezaposlenosti preko 20 %.

## Poznate osobe
- Lutvo Ahmetović, partizan i političar
- Srđan Aleksić, srpski glumac amater i plivač
- Senad Bašić, bosanskohercegovački glumac
- Asmir Begović, bosanskohercegovački nogometaš
- Sabahudin Bilalović, bosanskohercegovački košarkaš
- Pero Budak, hrvatski glumac i pjesnik
- Mustafa Busuladžić, bošnjački književnik i nacistički teolog
- Tijana Bošković, srpska odbojkašica
- Gojko Cimirot, bosanskohercegovački nogometaš
- Mustafa Ćatović, hrvatski stomatolog, sveučilišni profesor, utemeljitelj Zavoda za dentalnu antropologiju Stomatološkog fakulteta u Zagrebu
- Jovan Dučić, srpski pjesnik i diplomat
- Ratomir Dugonjić, partizan i političar
- Nebojša Glogovac, srpski glumac
- Izet Hajdarhodzic, hrvatski glumac I sveuč. profesor
- Ksenija Kantoci, hrvatska kiparica
- Milena Nikolić, bosanskohercegovačka nogometašica
- Nataša Ninković, srpska glumica
- Arnela Odžaković, bosanskohercegovačka karatistica
- Drago Perović, akademik, hrvatski liječnik i anatom
- Vladimir Radmanović, srpski košarkaš
- Izeta-Beba Selimović, bosanskohercegovačka interpretatorka sevdalinki
- Sanja Starović, srpska odbojkašica
- Boris Savović, srpsko-crnogorski košarkaš
- Anđelko Vuletić, hrvatski književnik

## Kultura
Muzej Hercegovine s povijesnom, arheološkom i etnografskom zbirkom. U ovom objektu mogu se vidjeti raznovrsne postavke, od prikaza načina života u Istočnoj Hercegovini, do slika poznatih autora. Ovdje se osim izložbi priređuju i promocije i glazbeni programi.
Rodno mjesto Pere Budaka. 
Održava se tradicijske manifestacije, a najpoznatija je: Trebinjske ljetne svečanosti, u čijem okviru se održavaju:
- Dučićeve večeri poezije. Održavaju se koncem rujna i ovom manifestacijom službeno se završavaju Trebinjske ljetne svečanosti.
- Festival festivala. Smotra amaterskih kazališta iz BiH i regije.
- Uvijek se organizira i nekoliko koncerata na kojima nastupaju poznata imena glazbene estrade s prostora bivše Jugoslavije.
- Košarkaški kamp „Dejan Bodiroga“, na kojem se okupi košarkaška krema, te Trebinjska škola športa, koja se održava u razdoblju od lipnja do kolovoza.
- Skokovi s Kamenog mosta. Jedna od atrakcija vezana za rijeku Trebišnjicu su Skokovi s Kamenog mosta koji se održavaju svakog ljeta, koncem srpnja ili početkom kolovoza. Obično je praćena i nastupima poznatih glazbenika.
- Tradicionalna planinarska manifestacija Uspon na Vučji zub i vrhove orjenskog masiva koja se održava u listopadu.

Narodna biblioteka Trebinje posjeduje veliki knjižni fond, kao i Legat Jovana Dučića. 
Za očuvanje tradicije brinu se kulturno-umjetnička društva Alat i Hercegovina, a pri Eparhijskom domu djeluje zbor Svetog Vasilija Ostroškog.
Grad ima i Dom omladine — često sastajalište mladih, Dom kulture i Srednju glazbenu školu. Trebinje je poslije rata postalo studentski grad. U gradu danas postoje tri fakulteta.

## Znanost i umjetnost
- Fakultet za proizvodnju i menadžment[2]
- Fakultet za turizam i hotelijerstvo[2]
- Akademija likovnih umjetnosti.[2]

## Spomenici i znamenitosti
U Trebinju se nalazi 15 pravoslavnih crkava, dvije katoličke, dok su džamije spaljene tijekom Rata u Bosni i Hercegovini te je obnovljena samo Osman-pašina, i to 2005.

### Hercegovačka Gračanica
Vjerna je kopija manastira Gračanice na Kosovu. Sagrađena je 2000. godine na brdu Crkvina iznad Trebinja, sa željom da se izvrši testament čuvenog trebinjskog pjesnika Jovana Dučića. Njegovi posmrtni ostatci prenijeti su iz Sjedinjenih Američkih Država u kriptu ovog hrama. Spomen-kompleks čine crkva Presvete Bogorodice sa zvonikom, vladičanski dvor, knjižnica, amfiteatar, galerija, salon za bankete, česma i ljetna bašta.
Hram se može vidjeti sa svake točke u Trebinju i jedan je od najljepših vjerskih objekata u Istočnoj Hercegovini. S brda Crkvine pruža se pogled na cijeli grad.

### Manastir Tvrdoš
Manastir je posvećen Uspenju Presvete Bogorodice. Nalazi se uz samu rijeku oko 4 km nizvodno od Trebinja, u selu Tvrdošima.
Prema narodnoj predaji, manastir je osnovao Sveti car Konstantin i majka mu Jelena. Jedan je od najstarijih manastira u Bosni i Hercegovini, te jedan od najznačajnijih Srpske pravoslavne crkve. Sjedište je Zahumsko-hercegovačke episkopije. Smatra se da potječe s početka 16. stoljeća.
Kao i većina vjerskih objekata na ovim prostorima, manastir Tvrdoš je srušen i obnovljen. Najprije je stradao u velikom potresu koji je pogodio Dubrovnik u drugoj polovini 17. stoljeća, a 1694. godine su ga do temelja srušili Mlečani, bojeći se da ne postane tursko utvrđenje. Manastir je obnovljen 1924. godine.

### Saborna crkva Preobraženja Gospodnjeg
Građena je od 1888. do 1908. godine.
Nalazi se u centru grada. Pored crkve izgrađen je Eparhijski dom s knjižnicom. U sastavu hrama djeluje zbor Svetog Vasilija Ostroškog i folklorno društvo.

### Manastir Duži
Posvećen Pokrovu Presvete Bogorodice, nalazi se na lijevoj obali Trebišnjice 7 km nizvodno od Trebinja.
U 16. i 17. stoljeću bio je metoh manastira Tvrdoša. Kad je Tvrdoš razoren, mitropolit i monasi prelaze 1695. godine u Duži, obnavljaju i proširuju crkvu i metoh koji od tada nosi ime Duži. Do ukidanja Pećke patrijaršije 1776. godine, bio je sjedište hercegovačkog mitropolita. Manastir je više puta stradao, pljačkan je i pustošen. U njemu se nalazi čestica časnog križa.

### Manastir Zavala
Ispod planine Ostrog, ali ne u Crnoj Gori, nego u istoimenom selu u istočnom dijelu Popova polja, oko 50 km zapadno od Trebinja, nalazi se manastir posvećen Vavedenju Presvete Bogorodice.
Crkva je sjevernom stranom uvućena u pećinu. Uz manastire Žitomislić i Tvrdoš spada u najznačajnije središte kulturnog života Hercegovine.
Prvi pisani trag o manastiru datira s početka 16. stoljeća. Tijekom Drugog svjetskog rata manastir je pretrpio veliku štetu, a također i u posljednjem ratu biva oštećen i napušten. Nakon rata manastir je obnovljen i bratstvo se vratilo. U ovom je manastiru Sveti Vasilije Ostroški stupio u monaštvo.

### Petro Pavlov manastir
Smješten je u Popovom polju, nekoliko kilometara zapadno od Trebinja. U njezinoj blizina nalazi se Pavlova pećina, u koju je po predaji navraćao Sveti apostol Pavao na svom putovanju u Rim. U blizini manastira nalaze se ruševine za koje se vjeruje da su ostaci hramova svetih apostola Petra i Pavla s početka 11. stoljeća, pa čak i šestog.
Na temeljima stare crkve početkom 20. stoljeća podignuta je nova.

### Spomen crkvica Svetom Vasiliju Ostroškom
Spomen - crkvica posvećena Svetom Vasiliju Ostroškom se nalazi pored kuće u kojoj se rodio, selo Mrkonjići, Popovo polje.

### Katolička katedrala
Katedrala Rođenja Male Gospe je katedralna crkva Trebinjsko-mrkanske biskupije. Gradnja joj je započeta 1880. Obnovljena je krajem Prvog svjetskog rata kada su postavljeni i vitraji, darovi uglednih trebinjskih obitelji. Postojala su dva plana za izgradnju zvonika: prvi je iz 1913. tadašnjeg velikog arhitekte Karla Paržika, a drugi je iz 1917. po nacrtu arh. Kocha. Današnji zvonik pokraj crkve sagrađen je 1928. Crkva je uzdignuta na dostojanstvo katedrale 1999. ukazom Kongregacije za evangelizaciju naroda uz odobrenje Pape Ivana Pavla II.

### Osman-pašina džamija
Sagrađena je 1729. godine po naredbi Osman-paše Resulbegovića, trebinjskog kapetana. Nalazi se u Starom Gradu. Na pravoslavni praznik Savindan 27. siječnja 1993. godine džamija je zapaljena i porušena. Prvi pokušaj obnove u svibnju 2001. godine spriječen je prosvjedima i kamenovanjem od strane srpskih ekstremista. Džamija je obnovljena i otvorena 10. srpnja 2005. godine.

### Arslanagića most
Arslanagića most (u posljednjem ratu i Perovića most) je kao zadužbinu za svoga poginulog sina u borbi s Mlečanima izgradio Mehmed-paša Sokolović godine 1574. Kada su Turci 1687. godine potisnuti iz Herceg Novog, mnoge su turske obitelji iz tog grada doselile u Trebinje. Među njima je bio i izvjesni Arslan-aga. On je dobio posjede istočno od Trebinja: na Zupcima, Necvijeću i Jasenu, te pravo da naplaćuje mostarinu preko mosta na Trebišnjici. Po njemu se, od tada, naziva Arslanagića most.
Izgradnjom hidroenergetskog sistema na Trebišnjici, Arslanagića most se našao 1965. pod vodom akumulacijskog jezera. Po zahtjevu Zavoda za zaštitu spomenika kulture most se demontirao i prenio na drugo mjesto, 1966. godine prilikom pražnjenja akumulacije. Nova je lokacija mosta između naselja Gradina na desnoj i Police na lijevoj obali Trebišnjice.
Godine 1993. promijenjeno je ime u Perovića most. Važno je spomenuti i Kameni most iz 1953., Andrićev most i Geljov most.

### Muzej Hercegovine
Nalazi se u Starom Gradu, u austrijskoj vojarni s početka 19. stoljeća.

### Careva ili Stara (Atik) džamija
Bila je najstarija trebinjska džamija. Sagrađena je 1719. godine kao zadužbina turskog sultana Ahmeda III. Nalazila se u Starom Gradu.
Porušena je početkom 1993. i do danas nije obnovljena.

### Begova kuća
Resulbegovića (Begova) kuća izgrađena je 1764. godine kao ljetnikovac. Rekonstruirana je u drugoj polovini 20. stoljeća. Do rata je bila jedan od simbola Trebinja i važna točka na njegovoj turističkoj razglednici. Kao izuzetno lijep primjer islamske arhitekture pretvorena je u etnografski muzej. U pratećim objektima nalazio se restoran s terasom, a u blizini je otvorena pozornica s gledalištem gdje su se održavale kazališne, glazbene, folklorne i druge priredbe. Cijeli su kompleks opasavali visoki kameni zidovi. Begova je kuća zapaljena i porušena krajem 1992. godine, zajedno sa svim pratećim objektima. Prije rata zapisana je u knjigu "Zaštićene graditeljske baštine" u Jugoslaviji, kao objekt pod posebnom zaštitom.
Na području Trebinja su u posljednjem ratu srušeni svi spomenici islamske kulture: Begova kuća, Etnografski muzej, Careva džamija u Starom Gradu, džamije u Mostaćima, Cicevu i Pridvorcu i Osman-pašina džamija u Starom Gradu. Obnovljena je samo Osman-pašina džamija.

### Kamene oči
Na Kučinom brdu nalazi se pećina Kamene oči do koje vodi markirana staza.

## Šport
- FK Leotar
- FK Alat
- KK Leotar
- ŽRK Leotar
- Kajak kanu klub Trebišnjica

Od 2003. održava se kajakaška regata pod nazivom Eko regata.

### Članci
- Vidović, Domagoj. 2011. Toponimija Sela Zavala, Golubinac, Belenići i Kijev Do u Popovu. Folia onomastica Croatica. Zavod za lingvistička istraživanja HAZU. Zagreb.  (20): 207–248

## Vanjske poveznice
- Službena stranica